# سلحشوران (بازی ویدئویی)
سلحشوران (به انگلیسی: The Warriors) یک بازی ویدئویی در سبک بیت ام آپ است که بر اساس فیلمی به همین نام توسط راک‌استار تورنتو ساخته و توسط راک‌استار گیمز منتشر شده است. این بازی در اکتبر ۲۰۰۵ برای پلی‌استیشن ۲ و ایکس‌باکس و فوریه ۲۰۰۷ برای پلی‌استیشن همراه و در ماه می ۲۰۱۳ برای پلی‌استیشن ۳ و در ژوئیه ۲۰۱۶ برای پلی‌استیشن ۴ منتشر شد. داستان در شهر پرآشوب دهه ۱۹۷۰ نیویورک جریان دارد و دربارهٔ یک باند خیابانی است که به دروغ به قتل رهبر یک باند متهم می‌شوند و باید با فرار از دست گروه‌های رقیب و پلیس، به خانه خود در کنی آیلند بازگردند. بازی بر اساس داستان فیلم گسترش می‌یابد و نیمه اول آن وقایعی را پوشش می‌دهد که سه ماه قبل از رویدادهای فیلم رخ داده‌اند.
گیم پلی شامل دعوا و نزاع در محیط‌های سه بعدی است که با اتفاق‌های دیگر مثل دنباله‌های تعقیب و گریز همراه می‌شود. پس از انتشار، سلحشوران نقدهای بسیار مثبتی دریافت کرد و منتقدان کنترل، طراحی، صدا، موسیقی و داستان آن را تحسین کردند. بسیاری این بازی را اقتباسی شایسته از فیلم می‌دانند.